# Batalla de Síbota
La batalla de Síbota tuvo lugar en 433 a. C. entre Córcira y Corinto. Fue el inmediato catalizador para la guerra del Peloponeso.
Corinto estaba en disputa con Córcira, ya que la vieja colonia no quería permanecer bajo influencia corintia. Córcira, que tenía la segunda más grande flota militar de Grecia en aquella época, aliada con Atenas, enemiga de Corinto que estaba aliada con Esparta). Atenas envió 10 barcos a Córcira para reforzar la flota corcirea, con instrucciones de no atacar a la flota corintia, a menos de que intentara desembarcar en la isla. Corinto, mientras tanto, reunió una flota de trirremes bajo el mando de Jenóclides y se preparó para navegar hasta Córcira.
Córcira reunió una flota bajo Milcíades, Esímides, y Euríbato, quienes hicieron de las islas Síbota su base de operaciones. Los comandantes, Lacedemonio (el hijo de Cimón), Diótimo, y Proteas, navegaron con él. Cuando los barcos corintios llegaron, los corcireos formaron su línea de batalla, con los atenienses a la derecha y sus propios barcos haciendo el resto de la línea en tres escuadrones. Los barcos corintios se alinearon con los megarenses y los ambraciotas a la derecha, los corintios a la izquierda, y el resto de los aliados en el centro. Ambos bandos lucharon con hoplitas en sus naves, junto con arqueros y lanzadores de jabalina a la manera que Tucídides llama «manera antigua». En lugar de chocar y hundir a los otros barcos, ambos bandos intentaron embarcar a sus barcos oponentes y librar esencialmente una batalla de tierra en el mar. Las naves atenienses, aunque eran parte de la línea, no se unieron al principio a la batalla, ya que los corintios no habían intentado desembarcar.
Los barcos corcireos de la izquierda se encaminaron al ala corintia de la derecha, persiguiendo a todos los que regresaban a su campamento en la costa, que luego quemaron. El ala izquierda corintia, sin embargo, tuvo más éxito, y los atenienses fueron forzados a que llegara ayuda de sus aliados. Sin embargo, los corintios fueron vencedores, y navegaron a través de los restos de las naves derrotadas, matando a todos que podían encontrar en lugar de tomar prisioneros (incluyendo, aunque no lo sabían, a algunos de sus propios aliados que habían sido derrotados en el ala derecha,). No mataron a todos, sin embargo, y terminaron con gran cantidad de prisioneros.
Los corcireos y los atenienses se dirigieron hacia Córcira para defender la isla, pero cuando los corintios llegaron, casi se retiraron inmediatamente, cuando más naves atenienses bajo el mando de Glaucón estaban en su camino. El día siguiente, las nuevas naves atenienses amenazaban con una segunda lucha si los corintios intentaban desembarcar en Córcira. Los corintios se retiraron completamente antes que arriesgarse a otra batalla. Tantos los corintios como los corcireos reclamaron la victoria, los corintios que habían ganado la primera batalla, y los corcireos que habían evitado una ocupación corintia de su isla.
Poco después de esta batalla los atenienses y los corintios lucharon otra vez en la batalla de Potidea, resultando en una declaración de guerra formal de Esparta.